# 4목

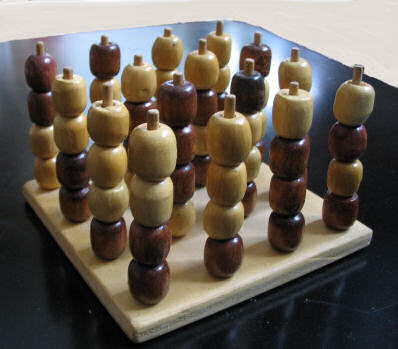
큐빅은 4목의 한 예시이다.

4목 또는 사목(四目)은 돌을 놓아 네 개의 돌을 일렬로 오게 만들면 이기는 보드 게임의 총칭이다.
- 커넥트포
- 스코어 포
- 3차원 틱택토
- 커플랜스키의 4목
- 콰르토

## 같이 보기
- m,n,k-게임
- 오목

| Disambiguation icon | 이 문서는 명칭이 같고 같은 종류에 속하는 여러 대상을 연결하는 색인 문서입니다. |